# Weerstandsonderzoek
Bij weerstandsonderzoek, een onderdeel van kinesitherapeutisch onderzoek (onderzoek naar het menselijk bewegingsapparaat), ligt het accent van uitlokking op het musculotendinogene en neurogene apparaat. Men krijgt hierbij informatie over:
1. pijn
2. kracht
3. coördinatie
4. bereidheid

## Uitvoering
Vanuit de ruststand wordt de test isometrisch uitgevoerd met maximale contractiekracht. De weerstandstests worden isometrisch uitgevoerd om pijn, veroorzaakt door een aandoening van niet-contractiele elementen, uit te sluiten. Steeds wordt één spiergroep getest. De weerstand wordt zes tot acht seconden aangehouden. De test wordt driemaal uitgevoerd. De maximale waarde is de testuitslag.

interpretatie van de weerstandstest:
| KRACHT        | PIJN                          | INTERPRETATIE |
| normaal       | geen pijn                     | - geen afwijking |
| normaal       | pijn                          | - kleine laesie musculotendinogene apparaat                                                                         |
| geringe       | pijn                          | - grote laesie musculotendinogeen apparaat - partiële ruptuur spier / pees - acute tendinitis - fractuur, metastase |
| geen / gering | geen pijn                     | - parese / paralyse (=neurogene laesie) - totale ruptuur musculotendinogene apparaat/ partieel genezen              |
| geen / gering | alle weerstandstests pijnlijk | - ernstige aandoening: - fractuur, metastase - acute laesie: - bursitis - psychogeen                                |
| normaal       | pijn bij herhaling            | - arteriële stoornis - 1ste stadium musculotendinogene aandoening                                                   |